# Onthophagus kokereka
Onthophagus kokereka là một loài bọ cánh cứng trong họ Bọ hung (Scarabaeidae).